# Mono (tribu)

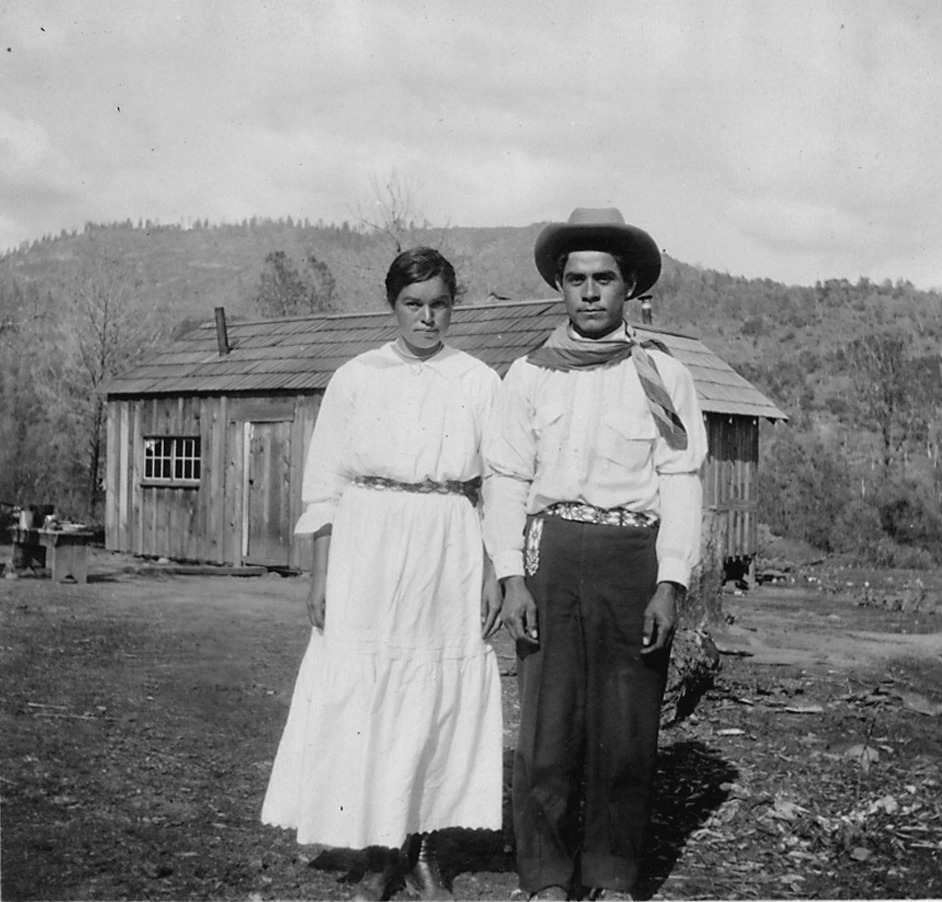
Parejas humanas, tribus Mono,

Los mono son una tribu india del grupo uto-azteca, también llamada monachi. Su nombre puede derivar del castellano mono o del yokut monai (mosca). Se divide en dos grupos, los del este y los del oeste.

## Localización
Vivían en California, con los bannock y paiute del norte. Los del este ocupaban el valle de Owens, y los del Oeste el cinturón de pinedas de Sierra Madre. Actualmente ocupan las reservas de Big Sands, Cold Springs, Sierra y North Fork.

## Demografía
En 1960 eran unos 800. Según Asher, en 1980 había 50 hablantes del Oeste y 100 del Este. Y según Ballesteros, en 1905 eran 5.400 mono y paiute del norte. 
Según datos de la BIA de 1995, en Cold Springs vivían 265 individuos (271 en el rol tribal). Según el censo de 2000, había 2.920 individuos censados como mono.

## Costumbres
Los del Oeste tenían una cultura similar a la de los yokut, mientras que los del este tenían rasgos más similares a los de los paiute y a los indios de las llanuras.
Históricamente han mantenido entre ellos un comercio muy activo. Los del este cambiaban sal, nueces, cestería y ponzoñas por harina de bellota, cestos y cañas por flechas.
Su organización social era simple: pequeños poblados permanentes de 50 a 75 personas organizadas en familias patriarcales y distribuidas sobre áreas de caza definidas muy vagamente. Aunque el poder del capitoste no era precisamente absoluto, se pedía su consentimiento para todos los asuntos relacionados con la religión y la guerra. Sus principales responsabilidades consistían en apaciguar disputas o castigar los asesinatos por venganza.
Otra fuente de orden era el respeto y el miedo a los embrujos de los chamanes. El chamanismo era innegable y se convertía en fenómeno político, una segura significación de poder. El capitoste conseguía asegurar su poder político si se aliaba a un chamán poderoso.
Otro oficio esencial, asociado al de chamán y capitoste con ciertos linajes, era el mensajero, que actuaba como un intermediario entre el capitoste y su pueblo, como un emisario ante otros capitostes y como asistente general del capitoste. 

## Historia
Estuvieron relativamente aislados hasta la llegada de los primeros colonos con la fiebre del oro de 1849. El territorio había formado parte de la Nueva España hasta 1821, cuando pasó a México, y después a los EE. UU., al tomar éstos California a los mexicanos merced al Tratado de Guadalupe Hidalgo de 1848. Tuvieron poco contacto con españoles y mexicanos.
Desde 1852 fueron forzados a ceder más de 7,5 millones de acres de sus tierras. En 1905 se les estableció en reservas, pero hasta 1983 no fueron reconocidos a nivel federal las posesiones de Big Sandy y North Folk.
Gaylen Lee (1949) es el intelectual mono más destacado. Ha escrito Walking Where We Lived (1998) y con su esposa desarrolló el Mono Wind Nature Trail in North Fork (California)